# Drassodes
Genre
Synonymes
- Geodrassus Chamberlin, 1922
- Mesklia Roewer, 1928
- Brachydrassodes Caporiacco, 1934
- Sillemia Reimoser, 1935
- Kirmaka Roewer, 1961
- Siruasus Roewer, 1961

Drassodes est un genre d'araignées aranéomorphes de la famille des Gnaphosidae.

## Distribution
Les espèces de ce genre se rencontrent en Asie, en Europe, en Afrique et en Amérique.

## Liste des espèces
Selon World Spider Catalog (version 26, 14/04/2025) :
- Drassodes affinis (Nicolet, 1849)
- Drassodes afghanus Roewer, 1961
- Drassodes albicans (Simon, 1878)
- Drassodes andamanensis Tikader, 1977
- Drassodes andorranus Denis, 1938
- Drassodes angulus Platnick & Shadab, 1976
- Drassodes arapensis Strand, 1908
- Drassodes archibensis Ponomarev & Alieva, 2008
- Drassodes arenosus Wunderlich, 2023
- Drassodes assimilatus (Blackwall, 1865)
- Drassodes astrologus (O. Pickard-Cambridge, 1874)
- Drassodes auriculoides Barrows, 1919
- Drassodes auritus Schenkel, 1963
- Drassodes babenkoi Nekhaeva, 2024
- Drassodes bendamiranus Roewer, 1961
- Drassodes bicurvatus Roewer, 1961
- Drassodes bifidus Kovblyuk & Seyyar, 2009
- Drassodes brachythelis (Thorell, 1890)
- Drassodes braendegaardi Caporiacco, 1949
- Drassodes cambridgei Roewer, 1951
- Drassodes canaglensis Caporiacco, 1927
- Drassodes carinivulvus Caporiacco, 1934
- Drassodes caspius Ponomarev & Tsvetkov, 2006
- Drassodes cerinus Simon, 1897
- Drassodes charcoviae (Thorell, 1875)
- Drassodes chybyndensis Esyunin & Tuneva, 2002
- Drassodes clavifemur (Reimoser, 1935)
- Drassodes crassipalpus (Roewer, 1961)
- Drassodes cupa Tuneva, 2004
- Drassodes cupreus (Blackwall, 1834)
- Drassodes dagestanus Ponomarev & Alieva, 2008
- Drassodes daliensis Yang & Song, 2003
- Drassodes delicatus (Blackwall, 1867)
- Drassodes deoprayagensis Tikader & Gajbe, 1975
- Drassodes depilosus Dönitz & Strand, 1906
- Drassodes deserticola Simon, 1893
- Drassodes difficilis (Simon, 1878)
- Drassodes dispulsus (O. Pickard-Cambridge, 1885)
- Drassodes distinctus (Lucas, 1846)
- Drassodes drydeni Petrunkevitch, 1914
- Drassodes falciger Jézéquel, 1965
- Drassodes fedtschenkoi (Kroneberg, 1875)
- Drassodes fugax (Simon, 1878)
- Drassodes gangeticus Tikader & Gajbe, 1975
- Drassodes gia Melic & Barrientos, 2017
- Drassodes gosiutus Chamberlin, 1919
- Drassodes gujaratensis B. H. Patel & H. K. Patel, 1975
- Drassodes hamiger (Thorell, 1877)
- Drassodes haribhaiius (B. H. Patel & H. K. Patel, 1975)
- Drassodes hebei Song, Zhu & Zhang, 2004
- Drassodes heterophthalmus Simon, 1905
- Drassodes himalayensis Tikader & Gajbe, 1975
- Drassodes ignobilis Petrunkevitch, 1914
- Drassodes imbecillus (L. Koch, 1875)
- Drassodes inermis (Simon, 1878)
- Drassodes insidiator Thorell, 1897
- Drassodes insignis (Blackwall, 1862)
- Drassodes interpolator (O. Pickard-Cambridge, 1885)
- Drassodes invisus (O. Pickard-Cambridge, 1885)
- Drassodes jakkabagensis Charitonov, 1946
- Drassodes jiufeng Tang, Song & Zhang, 2001
- Drassodes kaszabi Loksa, 1965
- Drassodes katunensis Marusik, Hippa & Koponen, 1996
- Drassodes krausi (Roewer, 1961)
- Drassodes kwantungensis Saito, 1937
- Drassodes lacertosus (O. Pickard-Cambridge, 1872)
- Drassodes lapidosus (Walckenaer, 1802)
- Drassodes licenti Schenkel, 1953
- Drassodes lindbergi Roewer, 1961
- Drassodes lividus Denis, 1958
- Drassodes longispinus Marusik & Logunov, 1995
- Drassodes luridus (O. Pickard-Cambridge, 1874)
- Drassodes luteomicans (Simon, 1878)
- Drassodes lutescens (C. L. Koch, 1839)
- Drassodes macilentus (O. Pickard-Cambridge, 1874)
- Drassodes malagassicus (Butler, 1880)
- Drassodes mandibularis (L. Koch, 1866)
- Drassodes manducator (Thorell, 1897)
- Drassodes marusiki Esyunin & Zamani, 2019
- Drassodes mauritanicus Denis, 1945
- Drassodes meghalayaensis Tikader & Gajbe, 1977
- Drassodes mirus Platnick & Shadab, 1976
- Drassodes montenegrinus (Kulczyński, 1897)
- Drassodes monticola (Kroneberg, 1875)
- Drassodes mylonasi Chatzaki, 2019
- Drassodes nagqu Song, Zhu & Zhang, 2004
- Drassodes narayanpurensis Gajbe, 2005
- Drassodes natali Esyunin & Tuneva, 2002
- Drassodes neglectus (Keyserling, 1887)
- Drassodes nox Dönitz & Strand, 1906
- Drassodes obscurus (Lucas, 1846)
- Drassodes omalosis Roewer, 1928
- Drassodes paroculus Simon, 1893
- Drassodes parvidens Caporiacco, 1934
- Drassodes pashanensis Tikader & Gajbe, 1977
- Drassodes pectinifer Schenkel, 1936
- Drassodes persianus Zamani, Chatzaki, Esyunin & Marusik, 2021
- Drassodes phagduaensis Tikader, 1964
- Drassodes placidulus Simon, 1914
- Drassodes pseudolesserti Loksa, 1965
- Drassodes pubescens (Thorell, 1856)
- Drassodes robatus Roewer, 1961
- Drassodes rostratus Esyunin & Tuneva, 2002
- Drassodes rubicundulus Caporiacco, 1934
- Drassodes rubidus (Simon, 1878)
- Drassodes rugichelis Denis, 1962
- Drassodes russulus (Thorell, 1890)
- Drassodes saccatus (Emerton, 1890)
- Drassodes saganus Strand, 1918
- Drassodes sagarensis Tikader, 1982
- Drassodes saitoi Schenkel, 1963
- Drassodes serratichelis (Roewer, 1928)
- Drassodes serratidens Schenkel, 1963
- Drassodes shawanensis Song, Zhu & Zhang, 2004
- Drassodes similis Nosek, 1905
- Drassodes simplicivulvus Caporiacco, 1940
- Drassodes singulariformis Roewer, 1951
- Drassodes sirmourensis (Tikader & Gajbe, 1977)
- Drassodes sitae Tikader & Gajbe, 1975
- Drassodes soussensis Denis, 1956
- Drassodes sternatus Strand, 1906
- Drassodes striatus (L. Koch, 1866)
- Drassodes taehadongensis Paik, 1995
- Drassodes termezius Roewer, 1961
- Drassodes thaleri Hervé, 2009
- Drassodes thimei (L. Koch, 1878)
- Drassodes tikaderi (Gajbe, 1987)
- Drassodes tiritschensis Miller & Buchar, 1972
- Drassodes unicolor (O. Pickard-Cambridge, 1872)
- Drassodes uritai Tang, Oldemtu, Zhao & Song, 1999
- Drassodes venustus (Nicolet, 1849)
- Drassodes villosus (Thorell, 1856)
- Drassodes viveki (Gajbe, 1992)

Selon World Spider Catalog (version 23.5, 2023) :
- † Drassodes femurus Lin, Zhang & Wang, 1989
- † Drassodes sextii Berland, 1939

## Systématique et taxinomie
Ce genre a été décrit par Westring en 1851.
Geodrassus a été placé en synonymie par Ubick et Roth en 1973.
Mesklia a été placé en synonymie par Chatzaki, Thaler et Mylonas en 2002.
Kirmaka, Sillemia et Siruasus ont été placés en synonymie par Murphy en 2007.

## Publication originale
- Westring, 1851 : « Förteckning öfver de till närvarande tid Kände, i Sverige förekommande Spindlarter, utgörande ett antal af 253, deraf 132 äro nya för svenska Faunan. » Göteborgs Kungliga Vetenskaps- och Vitterhets-samhälles Handlingar, vol. 2, p. 25-62 (texte intégral).